# ایستگاه خراسانک
ایستگاه خراسانک، روستایی از توابع بخش مرکزی شهرستان هشترود در استان آذربایجان شرقی ایران است.
قلعه ضحاک یکی از مناطق گردشگری و بکر منطقه و روستای خراسانک میباشد
که سالانه تعداد زیادی گردشگر از این روستا و قلعه دیدن میکنند 
این روستا در دهستان علی‌آباد قرار دارد و از دیر باز به دلیل وجود دو رودخانه قرانقویلو و علی آباد چایی محل اسکان انسان بوده و دارای تمدن چند هزارساله می باشد که غنی از آثار باستانی بود که توسط سودجویان به تاراج رفت،در گذشته نه چندان دور این روستا یکی از مهمترین و بزرگترین مناطق منطقه محسوب میشده که بدلیل کوچ بی رویه به سمت تهران جمعیت بسیار کمی باقی مانده که براساس سرشماری مرکز آمار ایران در سال ۱۳۹۵، جمعیت آن ۴۲۰ نفر (۱۳ خانوار) بوده‌است. 

## خط راه‌آهن
- خط راه‌آهن تهران-تبریز که از زمان محمدرضاشاه پهلوی احداث گردیده و از مهمترین ایستگاه های راه آهن به شمار میرفته که بارها عراق قصد حمله هوایی به این منطقه را جهت اختلال خطوط ریلی داشتند که به دلایلی همچون کوهستانی بودن منطقه و وجود پدافند ناکام ماندند.

## جمعیت
این روستا در دهستان علی‌آباد قرار دارد و از دیر باز به دلیل وجود دو رودخانه قرانقویلو و علی آباد چایی محل اسکان انسان بوده و دارای تمدن چند هزارساله می باشد که غنی از آثار باستانی بود که توسط سودجویان به تاراج رفت،در گذشته نه چندان دور این روستا یکی از مهمترین و بزرگترین مناطق منطقه محسوب میشده که بدلیل کوچ بی رویه به سمت تهران جمعیت بسیار کمی باقی مانده که براساس سرشماری مرکز آمار ایران در سال ۱۳۹۵، جمعیت آن ۴۲۰ نفر (۱۳ خانوار) بوده‌است.